# Africada palatal sonora
africada palatal sonora es un tipo de sonido consonántico utilizado en algunos idiomas hablados. Los símbolos en el Alfabeto Fonético Internacional que representan este sonido son ⟨ ɟ͡ʝ ⟩ y ⟨ ɟ͜ʝ ⟩, y el equivalente X-SAMPA símbolo es . La barra de unión se puede omitir, produciendo ⟨ ɟʝ ⟩ en el IPA y en X-SAMPA. J\_j\
Ocurre en idiomas como el húngaro y Skolt Sami, entre otros. La sonora africada palatal es bastante rara; está mayormente ausente de Europa como fonema (ocurre como un alófono en la mayoría de los dialectos españoles de todo el mundo menos Argentina y Uruguay), con las lenguas urálicas mencionadas y el albanés como excepciones. Suele ocurrir con su contraparte sin voz, el africado palatal sordo.

## Características
Características del africado palatal sonoro:
- Su forma de articulación es africada, lo que significa que se produce al detener primero el flujo de aire por completo, y luego permitir que el aire fluya a través de un canal restringido en el lugar de la articulación, causando turbulencia. No es un sibilante .
- Su lugar de articulación es palatal , lo que significa que se articula con la parte media o posterior de la lengua elevada al paladar duro .
- Su fonación es sonora, lo que significa que las cuerdas vocales vibran durante la articulación.
- Es una consonante oral, la cual significa que se permite escapar el aire a través de la boca solamente.
- Es una consonante central, lo que significa que se produce al dirigir la corriente de aire a lo largo del centro de la lengua, en lugar de a los lados.
- El mecanismo del flujo de aire es pulmonar, lo que significa que se articula empujando el aire únicamente con los pulmones y el diafragma , como en la mayoría de los sonidos.